# Station to Station (chanson)
Pour les articles homonymes, voir Station to Station.
Pistes de Station to Station
Golden Years
(2)
Station to Station est une chanson de David Bowie, sortie en 1976 sur l'album éponyme en tant que titre d'ouverture. Elle est également publiée en single promotionnel en France dans une version écourtée par rapport à celle issue de l'album.
En 2021, elle est classée 400e dans la liste des « 500 plus grandes chansons de tous les temps » du magazine américain Rolling Stone.

## Développement
Le morceau annonce « une nouvelle phase d'expérimentation » pour Bowie ; celui-ci s'intéresse alors au « croisement du R&B et de l'électronique. »  Il se divise en deux parties : une marche lente et grave, dominée par le piano, suivie d'une section rock/blues plus rapide. La longue introduction musicale (plus de trois minutes) s'inspire du « motorik beat »  cher aux groupes de krautrock comme Neu!, Can ou faUSt que Bowie a écoutés en boucle tout au long de l'année 1975 : les musiciens noirs de la section rythmique, façonnés au rythm'n'blues, sont comme corsetés par ce rythme lent, dont s'échappent seules les guitares de Carlos Alomar et d'Earl Slick. Comme un train qui s'arrêterait en gare, le morceau s'interrompt à plusieurs reprises pour laisser Bowie chanter, puis repart de plus belle (le tempo de la fin de la chanson est le double de celui de son introduction). Bowie laisse les riffs d'Earl Slick clore le morceau, dans une ambiance devenue très rock'n'roll.
Le texte de Bowie introduit son nouveau personnage, l'inquiétant Thin White Duke.  Bien qu'elle débute au son d'un train en approche, la chanson ne fait pas seulement référence à un voyage en chemin de fer, mais plutôt aux stations du chemin de croix, tandis que le vers « from Kether to Malkuth » évoquent le premier et le dernier des Sephiroth de l'arbre de vie de la Kabbale, mêlant ainsi symbolisme juif et chrétien. L'obsession de Bowie pour l'occulte apparaît également dans l'allusion aux « taches blanches » (« white stains »), expression qui est également le titre d'un recueil de poèmes ésotériques d'Aleister Crowley. Les paroles rappellent également l'addiction dont Bowie est la proie : « It's not the side effects of the cocaine / I'm thinking that it must be love » (« Ce n'est pas un effet secondaire de la cocaïne/je pense que ça doit être l'amour »).
La chanson est largement interprétée comme l'annonce explicite par Bowie de son retour en Europe, le voyage de transition entre ses années plastic soul américaine embrumées dans la cocaïne et sa future trilogie berlinoise de Bowie,. On y voit aussi une réaffirmation de ce qui le motive, la curiosité et la quête permanente de nouveauté : « got to keep searching and searching »

## Single
Station to Station est publiée en France en single promotionnel référence 42549 avec TVC 15 en face B. La version single commence à la partie centrale de la chanson au format album original, avec la batterie juste avant les paroles « Once there were mountains... ». Cette version du titre est destinée principalement aux stations de radio et est fréquemment diffusée à l'époque sur les radios françaises. La version single figure sur la réédition de l'album en 2010 et republiée en picture-disc deux titres, avec Golden Years, en édition limitée 40e anniversaire le 13 novembre 2015,.

## Liste des titres
- RCA/RCA Victor — 42549[1]

| 1. | Station to Station | 3:40 |

| 1. | TVC 15 | 4:40 |